# Enrique Aguilar Resillas
Enrique Aguilar Resillas (Ciudad de México, 11 de julio de 1957) es un escritor y ensayista mexicano.

## Biografía
Nacido en la Ciudad de México, en 1957, obtuvo una maestría en comunicación colectiva por la Universidad Nacional Autónoma de México (UNAM), con una tesis titulada Un ejemplo de abordaje periodístico sobre el uso de Internet y las computadoras: la columna “Corazón de silicón”. Posteriormente realizó un doctorado en literatura y crítica literaria también por la UNAM con la tesis doctoral El narrador oculto y el narrador expuesto en dos novelas: La princesa del Palacio de Hierro (Gustavo Sainz, México) y La guaracha del Macho Camacho (Luis Rafael Sánchez, Puerto Rico).
Se desempeñó como coordinador de eventos especiales de literatura del Instituto Nacional de Bellas Artes y Literatura (INBAL) en 1980, y  como profesor de la Facultad de Ciencias Políticas y Sociales de la UNAM desde 1990.
Durante su carrera obtuvo cargos como redactor y jefe de redacción de La Semana de Bellas Artes (1979); secretario de redacción de La Jornada (1985); jefe de redacción de Frontera Norte; coordinador editorial de TransgresionEs (2005); así como colaborador de El Semanario Cultural, Excélsior, La Guía, Hispanorama, La Jornada, La Onda, Revista Mexicana de Cultura, y Unomásuno.
Es autor de múltiples de libros de narrativa y ensayos como Sin permiso (1996) y Elías Nandino: una vida novelada (2000). Parte de su obra literaria ha sido incluída en las antologías Jaula de palabras (1980), y Los siete pecados capitales (1989).

### Premios y reconocimientos
Formó parte del equipo del noticiero “Hoy en la Cultura” de Canal 11 quienes obtuvieron el Premio Nacional de Periodismo en 1988. Recibió junto a Susanne Igler el Premio de Ensayo Literario Susana San Juan en en 1997, por Carlota de México: versiones literarias de un personaje histórico en obras selectas de la literatura mexicana del siglo XX.

## Publicaciones seleccionadas

### Antologías
- Sainz, Gustavo (1980). Jaula de palabras: una antología de la nueva narrativa mexicana. México: Grijalbo. ISBN 9789684191372.
- (Colectivo) (1989). Los siete pecados capitales. México, D. F.: Secretaría de Educación Pública / Instituto Nacional de Bellas Artes / Consejo Nacional para la Cultura y las Artes. ISBN 9682921910.

### Estudios y crítica
- Aguilar Resillas, Enrique; Igler, Susanne (1997). Carlota de México: versiones literarias de un personaje histórico en obras selectas de la literatura mexicana del siglo XX. México: Secretaría de Educación Pública / Instituto Nacional de Bellas Artes / Consejo Nacional para la Cultura y las Artes. ISBN 9789701804742.

### Novela
- Aguilar, Enrique (1996). Sin permiso. México, D.F: Océano. ISBN 9789686321722.
- Nandino, Elías (2000). Una vida no - velada (2., corr. y aumentada edición). México, D.F: Ed. Oceano de México. ISBN 9789706513854.